# تارخة
تارخة (بالفارسية: تارخه) هي قرية تقع في خراسان شمالي في إيران. يقدر عدد سكانها بـ 128 نسمة بحسب إحصاء 2016.